# Iris Smith
Iris Smith (ur. 15 października 1979) – amerykańska zapaśniczka. Na pierwszym stopniu podium mistrzostw świata w 2005. Trzy medale na mistrzostwach panamerykańskich, złoto w 2000 i 2001. Trzecia w Pucharze Świata w 2005 i szósta w 2007. Złota medalistka wojskowych mistrzostw świata w 2010 i brązowa w 2014 roku.